# Truly: The Love Songs
Louder Than Words és el segon àlbum recopilatori del cantant nord-americà de R&B Lionel Richie; va aparèixer el 1997. En l'edició internacional s'inclouen els temes My Destiny, Don't Wanna Lose You, Oh No, Ballerina Girl i Just to Be Close to You. Diversos dels temes d'aquest àlbum són de l'època en què Richie formava part del grup The Commodores.

## Llista de temes
1. "Hello"
2. "Penny Lover"
3. "Three Times A Lady" [*]
4. "Just To Be Close To You" [*]
5. "Still" [*]
6. "Sail On" [*]
7. "Easy" [*]
8. "Endless Love" (amb Diana Ross)
9. "Truly"
10. "Love Will Conquer All"
11. "Say You Say Me"
12. "Do It To Me"
13. "Sweet Love" [*]
14. "Stuck On You"

* - temes del grup The Commodores.